# Мустаг
Мустаг — гора (Крижана гора шорською мовою), найвища позначка (1570 м над рівнем моря) в Гірській Шорії.
Лежить у Таштагольському районі Кемеровської області недалеко від гірськолижного комплексу Шерегеш і є найвищою точкою Таштагольського району.
На схилах — темнохвойна тайга. На розчленованих схилах з висотою 1300 м і більше — гірська тундра, що переходить у нівальну зону. На вершині накопичуються сніжники.

## Туризм
Входить до складу чотирьох гір, що лежать поруч з гірськолижним комплексом Шерегеш. На вершині гірськолижні траси.
| Росія | Це незавершена стаття з географії Росії. Ви можете допомогти проєкту, виправивши або дописавши її. |